# Gila cypha
Espèce
Statut de conservation UICN

 EN B2ab(v) : En danger
Le chevesne à bosse ou chevaine à bosse (Gila cypha) est un poisson de la famille des cyprinidés présent aux États-Unis, dans le bassin du Colorado.